# 平田璃香子
平田璃香子（1989年8月7日— ），爱知县出身；是日本女子偶像团体「SKE48」TeamS的前成员並兼任隊長職務。

## 簡介
- 1989年8月7日 - 出生。
- 2008年7月31日 - SKE48第1期生选拔合格（報名总数2,670人、最终合格22人）。
- 2008年10月5日 - SKE48 1st Stage「PARTYが始まるよ」中共16名成為選拔成員，平田璃香子為其中一員
- 2009年3月 - 选拔成员16名组成Team S，正式成为Team S一员。
- 2009年4月19日 - 被任命為Team S的隊長
- 2011年3月9日發售的5th單曲「萬歲Venus」是自「堅強之勇者」以来進入選抜。
- 2012年8月7日 -「制服之芽」生日公演時表示將從SKE48畢業，也是AKB48姊妹團體中第一個宣布畢業的在任隊長。
- 2012年10月23日 - Team S的出張公演為個人的畢業公演。
- 2012年12月1日 - AKB48 27th「格子花紋」劇場盤是最後的握手會，結束活動後，正式從SKE48畢業。
- 2013年2月1日 - 以個人身分正式回歸曾擔過固定班底的節目「ラッキー!!」。

## 人物
- 擅長樂器為日本古箏、電子琴。
- 為SKE48二次元同好會的掛名會員。
- 與中西優香常在SKE48自家的演唱會或公演上扮演情侶。
- 與Team KII的松本梨奈組成『Team妖精』。在羽豆岬PV攝影時關係良好[1]
- 被同為SKE48的松井玲奈以『りかたま』稱呼，並且被像是姐姐一般愛慕著。

## SKE48的参加曲

### 單曲CD選抜曲
- 堅強之勇者
- 蹦極宣言 - Team B.L.T.名義
- 羽豆岬 - Under Girls B名義
- 秋櫻的記憶 - 白組名義
- 萬歲Venus
- 心跳的足跡 - 白組名義
- 火箭砲發射! - 白組名義
- 羞澀棒棒糖 - 白組名義

## 分組參加曲
TeamS 1st Stage「Party開始了」公演
1. 裙擺飄飄（スカート、ひらり）

 TeamS 2nd Stage「手牵手」公演
1. 巧克力的下落（チョコの行方）
2. 胸口的條碼（この胸のバーコード）

 TeamS 3rd Stage「制服之芽」公演
1. 萬花筒（万華鏡） (1st UNIT)

- 女孩子的第六感（女の子の第六感） (2nd UNIT)

## 出演

### 综藝及資訊節目
- 世界コスプレサミット2009〜真夏だぜ!クールジャポン爆笑祭〜（2009年8月8日、愛知電視台）
- 週刊AKB（2009年8月14日・21日・9月11日・18日、東京電視台）
- SKE48学園（2009年10月3日 - 、エンタ!371）
- でらSKE〜夜明け前の国盗り48番勝負（2010年4月5日 - 2011年5月4日、TBS）
- アナアナ商会（2010年4月7日 - 9月29日、中京電視台）
- ana-ana girl's（2010年10月6日 - 、中京電視台）
- SKE48的Idol×Idol（2010年12月20日・27日、中京電視台）
- ラッキー!!（2011年4月1日 - 2012年11月30日 、2013年2月1日 - 9月28日、中京電視台）
- SKE48的世界征服女子（2011年10月3日 - 、中京電視台）
- 4U（2013年10月11日 -、中京電視台）

### 广播
- SKE48 観覧車へようこそ!!（2009年4月6日 - 不定期出演、CBC電台）
- SKE48♥1+1は2じゃないよ!（2010年11月13日・2011年12月7日、東海電台）
- SKE48♥1+1+1は3じゃないよ!（2011年6月5日、東海電台）

### 演唱会
- 大概会出演唱会DVD、不过现场看机会有限！AKB48夏日祭！（2008年8月23日、日比谷野外大音楽堂）
- AKB48 难道说、这场演唱会的音源不会流出吗？（2008年11月23日、NHKホール）
- 「神公演予定」～因诸多因素、也有可能无法成为神公演、望体谅（2009年4月25日、NHKホール）
- 剧场外演唱会「初次的课外教学」（2009年5月24日、ボトムライン）
- 结成1周年纪念公演「夺取天下吧!」（2009年7月30日、CLUB DIAMOND HALL）
- AKB104选拔成员组阁祭（2009年8月22日·23日、日本武道館）
- 名古屋一揆（2009年12月25日、Zepp Nagoya）
- AKB48 リクエストアワーセットリストベスト100 2010 with アメーバピグ（2010年1月22日、SHIBUYA-AX）
- AKB48 満席祭り希望 賛否両論（2010年3月24日・25日、横滨体育馆）
- SKE48 傳說、開始了！（2010年4月29日、Zepp Nagoya）
- AKB48 AKB48演唱會 沒有驚喜（2010年7月10日・11日、代々木第一体育館）
- SKE48 SKE48 重溫時間 最佳曲目30 2010 哪個是神曲?（2010年7月31日、名古屋センチュリーホール）